# Seatruck-klassen
Seatruck-klassen (også kaldt Mette-Miljø-klassen) er Søværnets primære udrykningsenheder ved miljøuheld og ligger således på 1 times varsel 365 dage om året.
Skibsklassen består af to enheder og har ligesom den større Supply-klasse som primær opgave at opsamle olie fra de indre danske farvande ved hjælp af mekanisk udstyr. Klassen har en opsamlingskapacitet på 63,8 m3. Hvis opsamling af en eller anden årsag ikke er mulig har skibene mulighed for at dispergere olien, dette kræver dog en tilladelse fra Miljøministeren. Disse enheder er, i modsætning til Supply-klassen, godkendte til bekæmpelse af olieforurening i gasfyldt havområde. På grund af evnen til at arbejde i gasfyldte områder kan Seatruck-klassen opretholde civile krav til olieforureningsbekæmpelsesskibe.
Indtil 1996 hørte klassen under miljøministeriet, men i forbindelse med forsvarsforliget 1995-1999 blev skibene overført til Søværnet. Alderen er ved at sætte deres præg på skibene og de anses i dag som operativt forældede. 
| Pnt. | Navn        | Kølen lagt | Søsat | Indgået       | Navngivet af | Skæbne   | Kaldesignal |
| ---- | ----------- | ---------- | ----- | ------------- | ------------ | -------- | ----------- |
| A562 | Mette-Miljø | -          | 1979  | 1 januar 1996 | -            | Operativ | OUEA        |
| A563 | Marie-Miljø | -          | 1979  | 1 januar 1996 | -            | Operativ | OUEB        |

## Data
- Flydespærringer:
  - 2× 200 m Ro-Boom Ocean

- Opsamlingsudstyr:
  - Komara skimmer
  - Destroil 250
  - Ro-Sweep
  - Grappe 400 kg